# Liste des ambassadeurs de France en Gambie
La représentation diplomatique de la République française auprès de la république de Gambie est située à l'ambassade de France à Dakar, capitale du Sénégal, et son ambassadrice est, depuis 2024, Christine Fages.

## Représentation diplomatique de la France
La Gambie, enclave anglophone du Sénégal s'étendant le long du fleuve Gambie, a acquis son indépendance du Royaume-Uni le 18 février 1965. Depuis mai 1965, l'ambassadeur de France au Sénégal est accrédité auprès de la République de Gambie, en résidence à Dakar.

## Ambassadeurs de France en Gambie
| De   | À    | Ambassadeur                       | Résidence |
| ---- | ---- | --------------------------------- | --------- |
| 1965 | 1969 | Jean Vyau de Lagarde              | Dakar     |
| 1969 | 1973 | Hubert Argod                      | Dakar     |
| 1973 | 1977 | Xavier Daufresne de La Chevalerie | Dakar     |
| 1977 | 1983 | Fernand Wibaux                    | Dakar     |
| 1983 | 1986 | Claude Harel                      | Dakar     |
| 1986 | 1991 | Jean-Louis Lucet                  | Dakar     |
| 1991 | 1993 | Dominique Perreau                 | Dakar     |
| 1994 | 1996 | René Ala                          | Dakar     |
| 1996 | 1999 | André Lewin                       | Dakar     |
| 1999 | 2004 | Jean de Gliniasty                 | Dakar     |
| 2004 | 2005 | Jean-Didier Roisin                | Dakar     |
| 2005 | 2007 | André Parant                      | Dakar     |
| 2007 | 2010 | Jean-Christophe Rufin             | Dakar     |
| 2010 | 2014 | Nicolas Normand                   | Dakar     |
| 2014 | 2016 | Jean Félix-Paganon                | Dakar     |
| 2016 | 2020 | Christophe Bigot                  | Dakar     |
| 2020 | 2024 | Philippe Lalliot                  | Dakar     |
| 2024 | auj. | Christine Fages                   | Dakar     |

## Consulat
Un agent diplomatique permanent représentant la France est présent à Banjul, capitale de la Gambie.